# Rychowo (przystanek kolejowy)
Rychowo – zlikwidowany przystanek kolei wąskotorowej (Białogardzka Kolej Dojazdowa) w Rychowie, w województwie zachodniopomorskim, w Polsce.